# WCW Uncensored
Uncensored fue un pay-per-view producido por la empresa de lucha libre profesional World Championship Wrestling durante el mes de marzo desde el año 1995 hasta el 2000.

## Resultados

### 1995
Uncensored 1995 tuvo lugar el 19 de marzo de 1995 desde el Tupelo Coliseum en Tupelo, Misisippi.
- Dark match: Alex Wright derrotó a Mark Starr (2:44)
  - Wright cubrió a Starr.
- Dark match: Steve Austin derrotó a Tim Horner (1:27)
  - Austin cubrió a Horner.
- Dark match: Stars 'n' Stripes (Marcus Alexander Bagwell y The Patriot) derrotaron a Dick Slater y Bunkhouse Buck (9:34)
  - Bagwell cubrió a Slater.
- The Blacktop Bully derrotó a Dustin Rhodes en un King of the Road match
  - Bully ganó cuando hizo sonar la campana.
- Meng derrotó a Jim Duggan (con Sonny Onoo como árbitro especial) en un combate de artes marciales (7:04)
  - Meng cubrió a Duggan.
- Johnny B. Badd derrotó a Arn Anderson en un Boxer vs Wrestler match (0:22 3.ª ronda)
  - Badd noqueó a Anderson.
- Randy Savage derrotó a Avalanche por descalificación (11:44)
  - Avalanche fue descalificado cuando un fan (Ric Flair) atacó a Savage.
- Big Bubba Rogers derrotó a Sting (13:43)
  - Rogers cubrió a Sting.
- The Nasty Boys (Brian Knobbs y Jerry Sags) derrotaron a Harlem Heat (Booker T y Stevie Ray) en un Falls Count Anywhere match (8:43)
  - Knobbs cubrió a Booker.
- Hulk Hogan derrotó a Vader en un Leather Strap match (15:28)
  - Hogan ganó después de tocar las cuatro esquinas del ring.

### 1996
Uncensored 1996 tuvo lugar el 24 de marzo de 1996 desde el Tupelo Coliseum en Tupelo, Misisippi.
- Dark match: Mr. JL derrotó a Dean Malenko (3:20)
  - JL cubrió a Malenko.
- Dark match: Jim Duggan derrotó a Big Bubba Rogers (3:20)
  - Duggan cubrió a Rogers.
- Dark match: Dick Slater derrotó a Alex Wright (1:55)
  - Slater cubrió a Wright.
- Dark match: The Steiner Brothers (Rick y Scott) y The Nasty Boys (Brian Knobbs y Jerry Sags) terminaron sin resultado (5:19)
- Konnan derrotó a Eddie Guerrero reteniendo el Campeonato Peso Pesado de los Estados Unidos de la WCW (18:27)
  - Konnan cubrió a Guerrero después de un "Low Blow".
- The Belfast Bruiser derrotó a Lord Steven Regal por descalificación (17:33)
- Colonel Robert Parker derrotó a Madusa Miceli (3:47)
- The Booty Man derrotó a Diamond Dallas Page en un Loser Leaves WCW match (16:00)
  - Booty Man cubrió a Page después de un "High Knee".
- The Giant derrotó a Loch Ness (2:34)
  - Giant cubrió a Loch Ness después de un "Running Jumping Leg drop".
- Sting y Booker T derrotaron a The Road Warriors (Hawk y Animal) en un Chicago Street Fight (29:33)
  - Booker cubrió a Hawk después de que Stevie Ray interfiriese y golpease a Hawk con una silla de acero.
- Hulk Hogan y Randy Savage derrotaron a The Alliance to End Hulkamania (Ric Flair, Arn Anderson, Meng, The Barbarian, Lex Luger, Kevin Sullivan, Z-Gangsta y The Ultimate Solution) en un Tower of Doom Steel Cage match (25:16)
  - Savage cubrió a Flair después de que Lex Luger golpease a Flair con un guante.

### 1997
Uncensored 1997 tuvo lugar el 16 de marzo de 1997 desde el North Charleston Coliseum en North Charleston, Carolina del Sur.
- Dark match: Ice Train derrotó a Maxx Muscle
  - Train cubrió a Muscle.
- Dean Malenko derrotó a Eddie Guerrero ganando el Campeonato Peso Pesado de los Estados Unidos de la WCW (19:14)
  - Malenko cubrió a Guerrero después de golpearle con la cámara de Syxx.
- Último Dragón (con Sonny Onoo) derrotó a Psicosis (13:17)
  - Dragon cubrió a Psicosis después de un "Tornado DDT".
- Glacier derrotó a Mortis (9:04)
  - Glacier cubrió a Mortis después de un "Cryonic Kick".
- Buff Bagwell derrotó a Scotty Riggs in a Strap match (12:25)
  - Bagwell ganó después de tocar las cuatro esquinas del ring.
- Harlem Heat (Booker T y Stevie Ray) derrotó a The Public Enemy (Rocco Rock y Johnny Grunge) en un Texas Tornado match (13:17)
  - Booker cubrió a Rock después de un "Harlem Hangover".
- Prince Iaukea derrotó a Rey Misterio, Jr. to retain the WCW World Television Championship (13:41)
  - Iaukea cubrió a Mysterio con un "Sunsetflip".
- El Team nWo (Kevin Nash, Scott Hall, Hollywood Hogan y Randy Savage) (con Dennis Rodman) derrotó al Team Piper (Roddy Piper, Chris Benoit, Steve McMichael y Jeff Jarrett) y al Team WCW (Lex Luger, The Giant y Scott Steiner) en un Triangle Elimination match (19:22)
  - The Giant fue eliminado después de que le tiraran por encima de la tercera cuerda. (4:55)
  - Nash eliminó a Jarrett tras tirarle por encima de la tercera cuerda. (9:21)
  - Hall eliminó a McMichael tras tirarle por encima de la tercera cuerda. (9:45)
  - Nash eliminó a Steiner tras tirarle por encima de la tercera cuerda. (10:16)
  - Hogan eliminó a Piper tras tirarle por encima de la tercera cuerda.
  - Hall y Nash eliminaron a Benoit tras tirarle por encima de la tercera cuerda. (16:27)
  - Luger forzó a Savage a rendirse con un "Torture Rack". (18:23)
  - Luger eliminó a Nash tras tirarle por encima de la tercera cuerda (18:31)
  - Luger forzó a Hall a rendirse con un "Torture Rack". (18:45)
  - Hogan cubrió a Luger después de que Savage rociase a Luger en los ojos con un spray de pintura. (19:22)

### 1998
Uncensored 1998 tuvo lugar el 15 de marzo de 1998 desde el Mobile Civic Center en Mobile, Alabama.
- Booker T derrotó a Eddie Guerrero (con Chavo Guerrero, Jr.) reteniendo el Campeonato Mundial de la Televisión de la WCW (11:08)
  - Booker cubrió a Eddie después de un "Missile Dropkick".
- Juventud Guerrera derrotó a Konnan (10:21)
  - Guerrera cubrió a Konnan con un "Roll-up".
- Chris Jericho derrotó a Dean Malenko reteniendo el Campeonato Peso Crucero de la WCW (14:42)
  - Jericho forzó a Malenko a rendirse con un "Liontamer".
- Lex Luger derrotó a Scott Steiner (3:53)
  - Luger cubrió a Steiner después de un "Running Lariat".
- Diamond Dallas Page derrotó a Chris Benoit y Raven en un Triple Threat match reteniendo el Campeonato Peso Pesado de los Estados Unidos de la WCW (17:09)
  - Page cubrió a Raven después de un "Diamond Cutter" sobre una mesa.
- The Giant derrotó a Kevin Nash por descalificación (6:36)
  - Nash fue descalificado cuando Brian Adams atacó a Giant.
- Bret Hart derrotó a Curt Hennig (con Rick Rude) (13:51)
  - Hart forzó a Hennig a rendirse con un "Sharpshooter".
- Sting derrotó a Scott Hall reteniendo el Campeonato Mundial Peso Pesado de la WCW (8:28)
  - Sting cubrió a Hall después de un "Scorpion Deathdrop".
- Hollywood Hogan y Randy Savage terminaron sin resultado en un Steel Cage match (16:21)
  - El combate terminó cuando el árbitro fue noqueado.

### 1999
Uncensored 1999 tuvo lugar el 14 de marzo de 1999 desde el Freedom Hall en Louisville, Kentucky.
- Billy Kidman derrotó a Mikey Whipwreck reteniendo el Campeonato Peso Crucero de la WCW (15:01)
  - Kidman cubrió a Whipwreck después de un "Shooting star press".
- Stevie Ray derrotó a Vincent en un Harlem Street Fight (6:30)
  - Ray cubrió a Vincent después de golpearle con un látigo.
- Kevin Nash (con Lex Luger y Miss Elizabeth) derrotó a Rey Misterio Jr. (6:19)
  - Nash cubrió a Misterio después de "Jacknife Powerbomb".
- Jerry Flynn derrotó a Ernest Miller y Sonny Onoo in a Handicap match (7:08)
  - Flynn cubrió a Onoo después de que Ernest Miller golpease accidentalmente a Onoo.
- Hak derrotó a Bam Bam Bigelow y Raven (con Chastity) in a Falls Count Anywhere Triple Threat match (14:29)
  - Hak cubrió a Raven después de que Chastity golpease a Raven.
- Chris Benoit y Dean Malenko derrotaron a Curt Hennig y Barry Windham en un Lumberjack match ganando el Campeonato Mundial en Parejas de la WCW (16:58)
  - Benoit cubrió a Hennig después de un "Diving Headbutt".
  - Los lumberjack fueron Norman Smiley, Hugh Morrus, Meng, Kenny Kaos, Arn Anderson, Kendall Windham, Bobby Duncum, Jr. y Prince Iaukea.
- Saturn derrotó a Chris Jericho (con Ralphus) en un Dog Collar match (11:50)
  - Saturn cubrió a Jericho después de un "Death Valley Driver".
- Booker T derrotó a Scott Steiner ganando el Campeonato Mundial de la Televisión de la WCW (13:30)
  - Booker cubrió a Steiner después de que Buff Bagwell golpease accidentalmente a Steiner con una silla de acero.
- Ric Flair derrotó a Hollywood Hogan in a First Blood Steel Cage match ganando el Campeonato Mundial Peso Pesado de la WCW y el control permanente de la WCW (28:38)
  - Flair cubrió a Hogan mientras le aplicaba un "Figure-Four leglock".
  - Hogan hizo sangrar a Flair primero, pero este último, quien tenía el control de la WCW por 90 días le ordenó al árbitro Charles Robinson que no parara el combate.
  - Arn Anderson interfirió en el combate promocionándole a Flair un tubo, que Hogan uso para hacer sangrar a Flair.

### 2000
Uncensored 2000 tuvo lugar el 19 de marzo de 2000 desde el American Airlines Arena en Miami, Florida.
- The Artist (con Paisley) derrotó a Psicosis (con Juventud Guerrera) reteniendo el WCW Cruiserweight Championship (7:22)
  - The Artist cubrió a Psicosis después de un "Tornado DDT".
- Norman Smiley y The KISS Demon derrotaron a Lenny Lane y Rave (3:41)
  - Smiley forzó a Lane a rendirse con un "Norman Conquest".
- Bam Bam Bigelow derrotó a The Wall por descalificación (3:26)
  - Wall fue descalicado después de aplicarle un Chokeslam a Bigelow sobre una mesa.
- Brian Knobbs derrotó a 3 Count (Evan Karagias, Shannon Moore y Shane Helms) reteniendo el Campeonato Hardcore de la WCW (6:51)
  - Knobs cubrió a Helms después de golpearle con una silla de acero (3:00)
  - Knobs cubrió a Karagias después de un "Running powerbomb" sobre una mesa (4:15)
  - Knobs cubrió a Moore después de golpearle con un cubo de basura (6:51)
- Billy Kidman y Booker (con Torrie Wilson) derrotaron a Harlem Heat 2000 (Big T y Stevie Ray) (con Cash y J. Biggs) (6:59)
  - Kidman cubrió a Big T con un "Sunset Flip".
- Vampiro derrotó a Fit Finlay en un Falls Count Anywhere match (8:38)
  - Vampiro cubrió a Finlay después de un "Nail in the Coffin" sobre el suelo de hormigón.
- The Harris Brothers (Ron y Don) derrotaron a The Mamalukes (Big Vito y Johnny the Bull) (con Disco Inferno) ganando el Campeonato Mundial en Parejas de la WCW (8:45)
  - Ron cubrió a Johnny después de un "H-Bomb".
- Dustin Rhodes derrotó a Terry Funk en un Bullrope match (9:01)
  - Rhodes cubrió a Funk después de un "DDT".
- Sting derrotó a The Total Package (con Miss Elizabeth) en un Lumberjacks with Casts match (7:01)
  - Sting cubrió a Luger después de un "Scorpion Deathdrop".
  - Los lumberjacks fueron: Jimmy Hart, Curt Hennig, Doug Dillinger, Fit Finlay, Brian Knobbs, Vampiro, Ron Harris, Don Harris, Stevie Ray, Big T, Hugh Morrus.
- Sid Vicious derrotó a Jeff Jarrett reteniendo el Campeonato Mundial Peso Pesado de la WCW (7:36)
  - Vicious cubrió a Jarrett después de un "Leg drop" de Hulk Hogan.
- Hulk Hogan derrotó a Ric Flair en un Strap match (14:28)
  - Hogan ganó después de tocar las cuatro esquinas del ring.